# Жан д'Ормессон
Жан д'Ормессон (фр. Jean d'Ormesson; 16 червня 1925, Париж, Франція — 5 грудня 2017, Нейї-сюр-Сен) — французький письменник. Член Французької академії.

## Біографія
Народився в Парижі в заможній родині. Його батьком був Андре Лефевр (1877—1957), маркіз д'Ормессон, французький посол в Бухаресті та Ріо-де-Жанейро. Мати — Марія Аніссон дю Перрон (пом. 1975) — походила з консервативної (в минулому роялістської) родини Ле Пелетьє з Сен-Фарго. Родина Пелетьє до Французької революції традиційно висувала свого представника на посаду голови парламенту. Жан д'Ормессон часто проводив свої канікули в родинному замку в Сен-Фарго, зображеному в його романі «На радість Богу» Au Plaisir de Dieu). З 1925 по 1933 рік д'Ормессон провів у Баварії та зокрема певний час у Мюнхені, після чого, за власним зізнанням, краще розмовляв німецькою, ніж французькою. Разом з батьком був також у Бухаресті та Ріо. З 1939 року вступив до Вищої нормальної школи, де вивчав літературу, історію та філософію.
Свою кар'єру Жан д'Ормессон почав з журналістики. З 1950 року він публікував свої матеріали в Paris Match, згодом також журналах «Ель», «Марі Клер», «Нувель ревю франсез». З 1952 року він став заступником головного редактора, а з 1971 року головним редактором інтелектуального часопису «Діогенес», заснованого Роже Каюа. З 1974 до 1979 року працював директором газети Le Figaro. Багато виступав на телебаченні.
Жан д'Ормессон обіймав посаду Генерального секретаря Міжнародної ради з філософії та гуманітарних наук ЮНЕСКО.
18 жовтня 1973 року обраний членом Французької академії. По смерті Клода Леві Стросса 30 жовтня 2009 року став дуаєном академії.

## Творчість
Романи д'Ормессона є частково або повністю автобіографічними. У романі «Насолода Божої насолоди» він з м'якою іронією розповідає історію своєї знаменитої аристократичної родини, описує багатовікові сімейні традиції, уявлення про честь та любові, зіткнень з новою реальністю.

## Твори
- L'Amour est un plaisir, Juillard 1956 (роман)
- Du côté de chez Jean, Juillard 1959 (есе)
- Un amour pour rien, Juillard 1960 (роман)
- Au revoir et merci, Juillard 1966 (есе)
- Les Illusions de la mer, Juillard 1968 (роман)
- La Gloire de l'Empire, Gallimard 1971 (роман)
- Au plaisir de Dieu, Gallimard 1974 (роман)
- Le Vagabond qui passe sous une ombrelle trouée, Gallimard 1978 (есе)
- Dieu, sa vie, son œuvre, Gallimard, 1981 (роман)
- Mon dernier rêve sera pour vous, Editions J.C. Lattès 1982 (Біографія Шатобріана)
- Jean qui grogne et Jean qui rit, Editions J.C. Lattès 1984 (хроніки)
- Le Vent du soir, Editions J.C. Lattès 1985 (роман, відзначений італійською премією Prix Vallombrosa)
- Tous les hommes en sont fous, Editions J.C. Lattès 1986 (роман)
- Le Bonheur à San Miniato, Editions J.C. Lattès 1987
- Album Chateaubriand, Gallimard 1988
- Garçon de quoi écrire, Gallimard 1989 (інтерв'ю з Франсуа Сюро)
- Histoire du juif errant, Gallimard 1991 (роман)
- Tant que vous penserez à moi, Grasset 1992 (інтерв'ю з Еммануелем Берлем)
- La Douane de mer, Gallimard 1994 (роман)
- Presque rien sur presque tout, Gallimard 1995 (роман)
- Casimir mène la grande vie, Gallimard 1997 (роман)
- Une autre histoire de la littérature française, Éditions du Nil, Bd.1 1997, Bd.2, 1998
- Le Rapport Gabriel, Gallimard 1999 (роман)
- Voyez comme on danse, Robert Laffont 2001
- C'était bien, Gallimard 2003
- Et toi, mon cœur, pourquoi bats-tu?, Robert Laffont 2003 (антологія французької поезії)
- Une fête en larmes, Robert Laffont 2005 (роман)
- La Création du monde, Robert Laffont 2006
- Odeur du temps, Editions Héloïse d'Ormesson 2007
- La vie ne suffit pas, Robert Laffont 2007
- Qu'ai-je donc fait , Éditions Robert Laffont 2008
- L'enfant qui attendait un train, 2009, Editions Héloïse d'Ormesson 2009
- Saveur du temps, Editions Héloïse d'Ormesson 2009
- C'est une chose étrange à la fin que le monde, Éditions Robert Laffont 2010
- Un jour je m'en irai sans en avoir tout dit, Éditions Robert Laffont 2013

Вибрані твори Жана д'Ормессона були опубліковані видавництвом Ґаллімар у престижній серії «Бібліотека Плеяди».